# Marlborough (Wiltshire)
Marlborough ist eine Marktstadt in England in der Grafschaft Wiltshire. Sie liegt an der A4 road, der ehemaligen Hauptverkehrsverbindung zwischen London und Bath. Der River Kennet fließt durch die Stadt und der River Og fließt am östlichen Rand des Ortes zu seiner dortigen Mündung in den River Kennet.

## Geschichte
Die ersten Spuren menschlicher Besiedlung in dieser Gegend fand man in einem prähistorischen Grabhügel auf dem Gelände des Marlborough College. Er stammt wahrscheinlich aus der gleichen Zeit wie der 7,5 km westlich gelegene größere Hügel Silbury Hill. Der Legende nach soll der Grabhügel in Marlborough der Begräbnisplatz des Zauberers Merlin sein und daher auch der Name der Stadt stammen. Aus „Merlin’s Barrow“ soll „Marlborough“ geworden sein – daher auch der Wahlspruch der Stadt: Ubi nunc sapientis ossa Merlini – Wo nun die Gebeine des weisen Merlin sind.
Weitere Hinweise auf frühe Besiedlung der Gegend ergaben sich durch den Fund des Marlborough Bucket, eines eisenzeitlichen Begräbniskessels mit Verzierungen in Form von menschlichen Köpfen und Tieren auf Bronzeblechen. Überreste und Münzen aus römischer Zeit wurden drei Kilometer östlich in Mildenhall gefunden. In sächsischer Zeit gab es im Bereich von „The Green“ eine Siedlung und zwei Furten über den Fluss bei „Isbury Lane“ und „Stonebridge Lane“.
Die ersten schriftlichen Quellen über Marlborough stammen aus dem Jahr 1087 aus dem Domesday Book. Stadtrechte wurden Marlborough im Jahre 1204 verliehen. Im Jahre 1067 übernahm König Wilhelm I. die Kontrolle über die Gegend und errichtete zunächst eine Motteburg auf dem prähistorischen Grabhügel. Die Burg wurde etwa um 1100 fertiggestellt und um das Jahr 1175 durch Steinausbauten verstärkt. Wilhelm gründete außerdem eine Münzprägestätte in der Stadt, von der die Silberpfennige mit dem Porträt von Wilhelm I. und anfangs auch Wilhelm II. hergestellt wurden. Auf den Münzen wird der Name der Stadt mit „Maerlebi“ oder „Maerleber“ angegeben.
Der nahe gelegene Wald von Savernake war ein bevorzugtes königliches Jagdrevier zu Zeiten Wilhelms I. und Marlborough Castle wurde daher auch königliche Residenz. König Heinrich I. verbrachte hier 1110 das Osterfest und Heinrich II. verhandelte in der Burg mit dem König von Schottland. Die Burg wurde 1186 von König Richard Löwenherz seinem Bruder Prinz John geschenkt, der dort auch heiratete und viel Zeit verbrachte. Er ließ dort eine Schatzkammer einrichten. Sein Sohn und Nachfolger Heinrich III. heiratete ebenfalls in Marlborough. 
Heinrich III. berief im Jahr 1267 das Parlament in der Stadt ein. Dort wurde auch das Statut von Marlborough verabschiedet, das Rechte und Privilegien kleinen Landbesitzern übertrug und die Rechte des Königs bei der Landnahme einschränkte. Dieses 700 Jahre alte Statut legt fest, dass „niemand seines Nachbarn Eigentum an sich nehmen darf, ohne Erlaubnis des Gerichts“. Es ist das älteste bis heute geltende englische Gesetz. Gegen Ende des 14. Jahrhunderts verfiel die Burg, blieb aber im Besitz der Krone. König Eduard VI. überließ es dann schließlich der Familie Seymour, Verwandten seiner Mutter.
Eine Urkunde aus dem Jahr 1204 erlaubte der Stadt, ein achttägiges Fest zu veranstalten, beginnend an Mariä Himmelfahrt, bei dem „jedermann die Freiheiten und Nachsichtigkeiten erfahre, wie sie beim Volksfest in Winchester üblich sind“. Gleichzeitig wurde der Stadt auch das Marktrecht verliehen, um mittwochs und samstags Märkte abzuhalten. Diese Termine haben sich bis heute erhalten. 1498 wurde Thomas Wolsey in der Kirche von St. Peter zum Priester geweiht. Die Kirche wird heutzutage nicht mehr genutzt. Später wurde er Kardinal und Lordkanzler.
Die friedlichen Zeiten der Stadt endeten mit dem Englischen Bürgerkrieg im Jahre 1642. Die Burg wurde von der königstreuen Familie Seymour gehalten, während die Stadt auf Seiten des Parlaments war. Der König, der sein Hauptquartier im nahe gelegenen Oxford hatte, begann daraufhin, sich mit dem Problem zu beschäftigen. Er setzte Lord Digby in Marsch, um die Stadt einzunehmen. Er verließ Oxford an der Spitze von 400 Reitern am 24. November. Vor der Stadt entschied er sich zunächst zu verhandeln und ermöglichte dadurch den Einwohnern, die Befestigungen zu reparieren und Truppen zu rekrutieren. Sie schafften es, etwa 700 schlecht bewaffnete Männer auszuheben. Bei den folgenden Verhandlungen äußerten sich die Einwohner Marlboroughs derart, dass sie den König willkommen heißen würden, wenn er nicht in kriegerischer Absicht käme; aber wenn er die Absicht habe, die Stadt dem Verräter Digby auszuliefern, würden sie eher sterben. Nach einigen kleineren Gefechten drangen die Königstruppen über die kleinen Gassen in die Stadt ein. Die Stadt wurde erobert und geplündert. Viele Gebäude wurden in Brand gesetzt. 120 Gefangene wurden in Ketten gelegt und mussten nach Oxford marschieren. Danach wurde die Stadt von den Königstruppen wieder verlassen und spielte während des Krieges keine Rolle mehr.
Am 28. April 1653 brach ein großes Feuer in der Stadt aus und vernichtete 250 Häuser. Zwei weitere Feuer brachen in den Jahren 1679 und 1690 aus. Danach erließ das Parlament ein Gesetz, um „zu verbieten, dass Häuser und andere Gebäude in Marlborough mit Strohdächern gedeckt werden“. Im Jahre 1689 verlieh König Wilhelm III. Sir John Churchill, dem berühmten Armeegeneral, den Titel Duke of Marlborough.

## Gegenwart
2004 feierte die Stadt die 800-Jahr Feier der Verleihung der Stadtrechte. Der Thronfolger Prinz Charles nahm ebenfalls an dieser Feier teil. Nach dem Feuer von 1653, das fast die gesamte Stadt zerstört hatte, wurde die High Street derart breit geplant, dass sie heute die breiteste innerstädtische Straße Englands ist. Dort wird immer noch an den beiden vor 800 Jahren festgelegten Tagen, mittwochs und samstags, der Wochenmarkt veranstaltet.
In jedem Sommer wird an einem Wochenende in der Stadt ein Jazzfestival veranstaltet, bei dem in örtlichen Pubs, Clubs, Hotels und anderen Orten Livekonzerte stattfinden.
Jeden Oktober wird an zwei Samstagen eine Kirmes, die Marlborough Mop Fair, veranstaltet. Diese Kirmes diente früher als Anwerbeveranstaltung für landwirtschaftliche Arbeiter, wurde aber immer mehr zum Volksfest. Das Recht der Stadt, für dieses Fest die High Street zu sperren, wird schon im mittelalterlichen Dokument erwähnt.
An der Nordseite der High Street liegt das „Merchant House“, das 1653 nach dem großen Feuer gebaut worden ist und damals einem Seidenhändler gehörte. Das restaurierte Haus, das freitags und samstags zur Besichtigung geöffnet ist, hat immer noch seine alte Raumaufteilung, was für ein derartiges Haus in einer Stadtmitte äußerst selten ist. Von besonderem Interesse sind die Wandmalereien, die erst bei der Restaurierung entdeckt worden sind und vorsichtig konserviert werden mussten. Ein Raum, der mit Streifenmustern bemalt ist, die Seidentapeten imitieren sollten, ist wahrscheinlich einzigartig in England.

## Verwaltung
Die Stadt wird von der Unitary Authority Wiltshire verwaltet. In der anglikanischen Kirche gehört das Dekanat Marlborough zur Diözese von Salisbury und verwaltet die zusammengelegten Bezirke Marlborough und Preshute, The Whitton, The Ridgeway und den Bezirk The Upper Kennet.

## Bildung
Die Stadt ist bekannt für eine der führenden Privatschulen Englands, das Marlborough College im Westteil der Stadt.
Die staatliche Gesamtschule mit Oberstufe, die St John’s School and Community College, hat ebenfalls einen guten Ruf. Sie entstand aus der Zusammenlegung des Gymnasiums und der Realschule.

## Verkehr
Früher gab es zwei Eisenbahnstrecken, an die die Stadt angeschlossen war, die Marlborough Railway (später Great Western Railway) und die Midland and South Western Junction Railway. Heute existiert kein Eisenbahnanschluss mehr. Der nächste Bahnhof liegt in Bedwyn und wird von Bussen angefahren.

## Kultur und Sport
Die Marlborough Choral Society veranstaltet drei Konzerte im Jahr.
Das Marlborough Concert Orchester wurde 2006 gegründet und veranstaltet Konzerte in der Stadt.
Der Marlborough Running Club organisiert einen bekannten Ausdauerlauf, den „Marlborough Downs Challenge“.

## Nachbarorte
Nachbarstädte und -dörfer sind Devizes, Calne, Tidworth, Hungerford, Newbury, Swindon, Aldbourne, Avebury, Burbage, Fyfield, Great Bedwyn, Lockeridge, Mildenhall, Pewsey, Milton Lilbourne, Ramsbury, Collingbourne Ducis, Manton, Clatford, Chiseldon, Ogbourne St. George, Ogbourne St. Andrew, Draycot Foliat

## Sehenswürdigkeiten der Umgebung
- Avebury
- Savernake Forest
- Crofton Pumpstation
- Silbury Hill
- Windmühle von Wilton
- Stonehenge
- Stourhead

## Persönlichkeiten
- Thomas Hancock (1786–1865), Erfinder
- Edward Thompson (1881–1954), Eisenbahningenieur
- John Hunt, Baron Hunt (1910–1998), Offizier, Leiter der 1953 erfolgreichen Expedition zum Mount Everest
- Philip Sheppard (1921–1976), Genetiker und Entomologe
- Tim Halliday (1945–2019),  Doktor der Philosophie, Biologe, Naturschützer und Tiermaler
- Steven Knight (* 1959), Drehbuchautor
- Richard A. H. King (* 1962), Philosophiehistoriker
- William Timothy Gowers (* 1963), Mathematiker
- Lauren Child (* 1967), Bilderbuchkünstlerin und Autorin